# Anno 117: Pax Romana
Anno 117: Pax Romana — будущая градостроительная стратегия в реальном времени, которую разрабатывает студия Ubisoft Mainz, и которая будет издана компанией Ubisoft. Это восьмая игра в серии Anno, в которой представлен стратегический градостроительный геймплей в Древнем Риме, самом раннем историческом сеттинге франшизы. Впервые игроки могут выбирать между начальными провинциями: управлять Римской империей в Лации или кельтским королевством на Альбионе для того, чтобы распространять римское или кельтское культурное влияние. Игроки берут на себя роль губернатора, выбирая между путями преданности или восстания, сосредотачиваясь на власти или экономическом росте. Игра носит подзаголовок Pax Romana — название самого спокойного периода в существовании Римской империи.
Ubisoft официально объявила об игре в июне 2024 года. Релиз игры запланирован на 13 ноября 2025 года для Windows, PlayStation 5 и Xbox Series X/S.

## Разработка
Игра Anno 117: Pax Romana разрабатывается Ubisoft Mainz и будет издана Ubisoft. Анонсированная в июне 2024 года игра должна выйти на Windows, PlayStation 5 и Xbox Series X/S в 2025 году. Это восьмая часть в серии Anno, в которой используются известные стратегические элементы градостроительства. Разработка игры субсидировалась Федеральным министерством экономики Германии в размере 5,7 млн евро с лета 2023 года.
Игра будет включать в себя самую раннюю историческую обстановку во всей франшизе на сегодняшний день, перенося игроков в эпоху Древнего Рима . Впервые в серии игроки могут выбирать между различными начальными провинциями, управляя либо Римской империей в Лации, либо кельтским королевством на Альбионе, распространяя культурное влияние римлян или кельтов соответственно. Игрок возьмёт на себя роль губернатора для того, чтобы развивать империю и формировать её будущее, решая, добиваться ли успеха за счет власти или экономического роста. Игра предлагает два пути с точки зрения роли: либо как лоялист, либо как мятежник. Разработчики также планируют больше сосредоточиться на дипломатии, чем в предыдущих играх. Её подзаголовок, Pax Romana, относится к почти 200-летнему периоду относительного мира и стабильности во всей Римской империи. Эпоха характеризовалась процветающей экономикой, обширными торговыми сетями и значительными культурными и архитектурными достижениями, многие из которых все ещё видны в Центральной Европе и сегодня, спустя более чем 2000 лет. Этот период предлагает идеальные условия для игры, сосредоточенной на торговле и строительстве городов, позволяя игрокам выступить в роли претора или губернатора выбранной ими римской провинции.
В интервью IGN креативный директор Мануэль Рейнхер заявил, что команда сосредоточена на улучшении начального опыта для новых игроков, сохраняя при этом сложность игры. Они планируют сделать игру более модульной, позволяя новым игрокам выбирать и исследовать определённые провинции с большим контекстом и историей. Основные игроки по-прежнему смогут наслаждаться управлением несколькими землями и участием в торговле, поскольку игра станет более адаптивной и удобной для пользователя. Команда стремится сохранить наследие бренда, одновременно внедряя новые функции. Сосредоточенность на свежих идеях и большем количестве социального контента рассматривается как новый способ оправдать ожидания игроков. Они проводят ребрендинг, чтобы расширить сообщество и укрепить партнёрство между игроками и разработчиками для получения наилучшего опыта.

## Выпуск и продвижение
Игра была представлена во время презентации Ubisoft Forward в июне 2024 года. В дополнение к анонсу был выпущен тизер-трейлер с живыми актёрами. В нём глашатай читает римские писания пустому полю овец, что компенсировало отсутствие кадров c игровым процессом. Глашатай появился и во втором рекламном видеоролике, содержащем 117 комментариев в социальных сетях от людей, которые давно хотели, чтобы Римская империя стала местом действия новой игры Anno. Было выпущено несколько художественных работ, которые, по словам разработчиков, содержат некоторые намёки на содержание игры. Был слит скриншот игры после того, как его случайно загрузили на официальный сайт Anno и быстро удалили. На слитом изображении было показано большое прибрежное поселение, разделенное на несколько областей.
В июле 2024 года Ubisoft Mainz провела конкурс через Anno Union, в котором любой желающий мог разработать украшение для Anno 117. Для конкурса был предоставлен шаблон, который фанаты могли использовать для творчества. Силуэт статуи нужно было завершить и отправить в Ubisoft. На Gamescom 2024 Ubisoft поделилась новыми подробностями об Anno 117. Игра должна внести значительные изменения в устоявшуюся механику, особенно за счёт концепции романизации в сравнении кельтскими традициями. Игроки могут выбирать культурные пути, которые влияют на развитие города, производственные цепочки и рост населения.